# Sałmi (stacja kolejowa)
Sałmi (ros. Салми, krl. Salmi, fiń. Salmi) – stacja kolejowa w miejscowości Sałmi, w rejonie pitkiaranckim, w Karelii, w Rosji. Położona jest na linii Janisjarwi – Łodiejnoje Pole.
Stacja powstała w 1943, w okresie przynależności tych terenów do Finlandii.

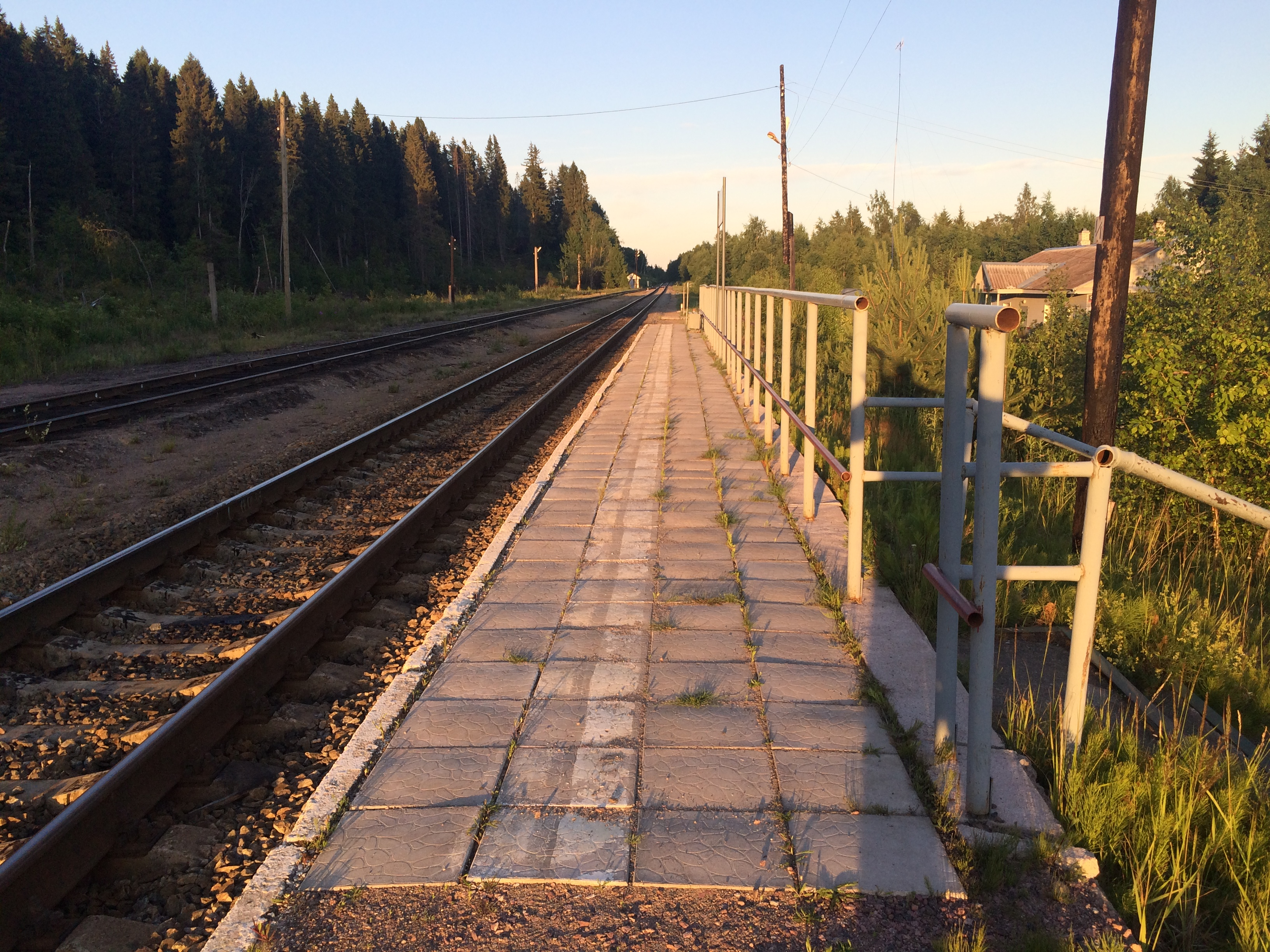
widok w stronę Łodiejnojego Pola
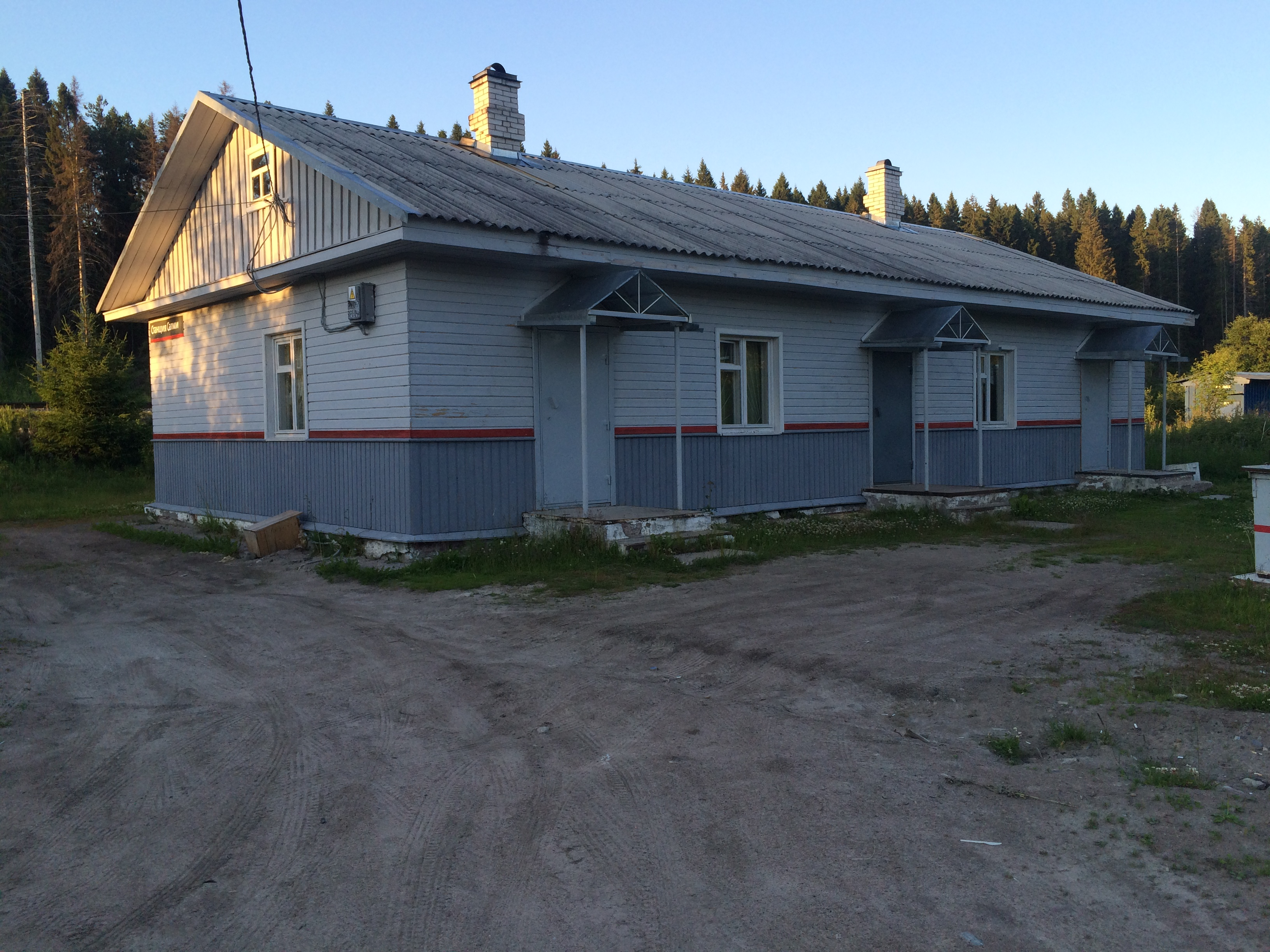